# 北海道美唄聖華高等学校
北海道美唄聖華高等学校（ほっかいどうびばいせいかこうとうがっこう、Hokkaido Bibai Seika High School）は、北海道美唄市にある公立（道立）の看護高等学校。5年一貫教育で看護師を育成している。

## 沿革
- 1950年 - 北海道美唄高等学校定時制東分校が開校
- 1951年 - 北海道美唄東高等学校沼東分校と改称
- 1952年 - 北海道美唄沼東高等学校と改称（1963年に生徒募集を停止した後、1966年廃校）
- 1963年 - 北海道美唄南高等学校沼東分校が開校（北海道美唄沼東高等学校の事実上の後継校）
- 1966年 - 衛生看護科設置
- 1969年 - 北海道美唄聖華高等学校として北海道美唄市東8条南3丁目にて独立
- 1972年 - 専攻科看護科設置
- 2001年 - 北海道美唄東高等学校閉校に伴い、同校校舎に移転。現在に至る。
- 2002年 - 5年一貫教育化